# Erik Hornung
Erik Hornung (* 28. Januar 1933 in Riga; † 11. Juli 2022, Basel) war ein deutsch-schweizerischer Ägyptologe. Er galt weltweit als der beste Kenner des Tals der Könige.

## Wissenschaftliche Laufbahn
Hornung studierte Ägyptologie in Tübingen und Göttingen, promovierte 1956 an der Universität Tübingen und habilitierte sich 1963 in Münster (Westfalen), wo er als Privatdozent lehrte. 1967 wurde er Ordinarius an der Universität Basel und war dort bis zu seiner Emeritierung 1998 Professor für Ägyptologie.
Er war unter anderem auf Studien königlicher Grabtexte aus dem Tal der Könige spezialisiert und hat zu den Gräbern KV1 (Ramses VII.), KV2 (Ramses IV.) und KV17 (Sethos I.) sowie KV57 (Haremhab) publiziert. Hornung galt weltweit als der beste Kenner der Nekropole in Theben-West und war Herausgeber der Reihe Der Alte Orient in der Bibliothek der Alten Welt. Ein Schwerpunkt seiner wissenschaftlichen Arbeit war die synoptische Edition, Analyse und Übersetzung der Unterweltsbücher aus den Gräbern des Tals der Könige. Hornung ist der Verfasser mehrerer Bestseller der deutschsprachigen Ägyptologie, darunter Der Eine und die Vielen – altägyptische Götterwelt, Die Unterweltsbücher der Ägypter und Tal der Könige. Er publizierte zusammen mit dem Psychologen Theodor Abt eine für heute interpretierende Einführung in das Amduat: Knowledge for the Afterlife. The Egyptian Amduat – A Quest for Immortality.
Er war Mitglied des Deutschen Archäologischen Instituts. 2000 wurde er zum korrespondierenden Mitglied der British Academy gewählt.
Erik Hornung war mit Dorothea von Graevenitz, einer Tochter des Bildhauers Fritz von Graevenitz, verheiratet. Er starb am 11. Juli 2022 im Alter von 89 Jahren.

## Veröffentlichungen (Auswahl)
- Nacht und Finsternís im Weltbild der alten Ägypter. Maschinenschriftliche Dissertation, Universität Tübingen 1957.
- Das Amduat. Die Schrift des verborgenen Raumes. Hrsg. nach Texten aus den Gräbern des Neuen Reiches (= Ägyptologische Abhandlungen. Band 7). 3 Bände, Harrassowitz, Wiesbaden 1963–1967.
- Untersuchungen zur Chronologie und Geschichte des Neuen Reiches (= Ägyptologische Abhandlungen. Band 11). Harrassowitz, Wiesbaden 1964 (zugleich Habilitationsschrift, Universität Münster 1963).
- Grundzüge der ägyptischen Geschichte. Wissenschaftliche Buchgesellschaft, Darmstadt 1965 (2., überarbeitete und erweiterte Auflage 1978, ISBN 3-534-02853-8; 3., unveränderte Auflage 1988, ISBN 3-534-02853-8; 4., unveränderte Auflage 1992, ISBN 3-534-02853-8; 5., unveränderte Auflage 2005, ISBN 3-534-18779-2; 6., mit einer aktualisierten und erweiterten Bibliographie versehene Auflage 2008, ISBN 978-3-534-21506-5).
  - Englische Übersetzung: History of ancient Egypt. An introduction. Übersetzt von David Lorton. Cornell University Press, Ithaca 1999, ISBN 0-8014-8475-8.
  - Französische Übersetzung: Lecture de l'histoire égyptienne. Übersetzt von Denis Trierweiler. Édition du Rocher, Monaco 2000, ISBN 2-268-03461-5.
- Einführung in die Ägyptologie. Stand – Methoden – Aufgaben. Wissenschaftliche Buchgesellschaft, Darmstadt 1967 (2., unveränderte Auflage 1984, ISBN 3-534-03961-0; 3., unveränderte Auflage 1990, ISBN 3-534-03961-0; 4., verbesserte Auflage 1993, ISBN 3-534-03961-0; 6., unveränderte Auflage 2008, ISBN 978-3-534-21647-5; 7., unveränderte Auflage 2010, ISBN 978-3-534-23641-1).
  - Französische Übersetzung: La grande histoire de l'égyptologie. Übersetzt von Michelle Lecoeur. Édition du Rocher, Monaco 1998, ISBN 2-268-02882-8.
  - Spanische Übersetzung: Introducción a la egiptología. Estado, métodos, tareas. Übersetzt von Francesc Ballesteros Balbastre. Editorial Trotta / Édition de la Universitè de Barcelona, Madrid/Barcelona 2000, ISBN 84-8164-383-1 und ISBN 84-8338-174-5.
- Der Eine und die Vielen. Altägyptische Gottesvorstellungen. Wissenschaftliche Buchgesellschaft, Darmstadt 1971 (2., unveränderte Auflage 1973, ISBN 3-534-05051-7; 3., unveränderte Auflage 1983, ISBN 3-534-05051-7; 4., unveränderte Auflage 1990, ISBN 3-534-05051-7; 5., unveränderte Auflage 1993, ISBN 3-534-05051-7; 6., vollständig überarbeitete und erweiterte Auflage 2005, ISBN 3-534-14984-X; 7. Auflage, von Zabern, Darmstadt / Mainz 2011, ISBN 978-3-8053-4364-0).
  - Französische Übersetzung: Les Dieux de l'Egypte. Le un et le multiple. Übersetzt von Paul Couturiau. Rocher, Monaco 1987, ISBN 2-268-00549-6.
  - Polnische Übersetzung: Jeden czy wielu? Koncepcja Boga w starożytnym Egipcie. Übersetzt von Andrzej Niwiński. Wydawn. Naukowe PWN, Warschau 1991, ISBN 83-01-10412-0.
  - Italienische Übersetzung: Gli dei dell'antico Egitto. Übersetzt von Donatella Scaiola. Salerno Editrice, Rom 1992, ISBN 88-8402-106-5.
  - Spanische Übersetzung: El uno y los múltiples. Concepciones egipcias de la divinidad. Übersetzt von Julia García Lenberg. Editorial Trotta, Madrid 1999, ISBN 84-8164-242-8 (2. Auflage 2016, ISBN 978-84-9879-663-6).
  - Ungarische Übersetzung: Az egy és a sok. Az óegyiptomi istenvilág. Übersetzt von Bechtold Eszter. Typotex, Budapest 2009, ISBN 978-963-279-030-5.
- Das Grab des Haremhab im Tal der Könige. Unter Mitarbeit von Frank Teichmann. Francke, Bern 1971.
- Ägyptische Unterweltsbücher. Eingeleitet, übersetzt und erledigt von Erik Hornung (Bibliothek der Alten Welt). Artemis, Zürich / München 1972, ISBN 3-7608-3507-4 (2., erweiterte Auflage 1984, ISBN 3-7608-3507-4; 3., unveränderte Auflage 1989, ISBN 3-7608-3507-4; unveränderter Nachdruck unter dem Titel „Die Unterweltsbücher der Ägypter“ 1992, ISBN 3-7608-1061-6; Neuausgabe, Patmos, Düsseldorf 2002, ISBN 3-491-69046-3).
- Meisterwerke altägyptischer Dichtung. Übertragen von Erik Hornung. Artemis, Zürich / München 1978, ISBN 3-7608-4059-0.
- Das Totenbuch der Ägypter (Die Bibliothek der Alten Welt). Artemis & Winkler, Düsseldorf / Zürich 1979, ISBN 3-7608-3658-5 (unveränderter Nachdruck 1990, ISBN 3-7608-1037-3; Neuauflage bei Goldmann, München 1993, ISBN 3-442-12150-7; Neuauflage bei Artemis & Winkler, Düsseldorf / Zürich 1998, ISBN 3-7608-1201-5; Neuauflage bei Patmos, Düsseldorf 2004, ISBN 3-491-69123-0).
- Das Buch von den Pforten des Jenseits. Nach den Versionen des Neuen Reiches. Unter Mitarbeit von Andreas Brodbeck und Elisabeth Staehelin (= Aegyptiaca Helvetica. Band 7/8). 2 Bände, Ägyptologisches Seminar der Universität, Basel 1980–1984.
- Tal der Könige. Die Ruhestätte der Pharaonen. Artemis & Winkler, Zürich / München 1982, ISBN 3-7608-0519-1 (2. Auflage 1983, ISBN 3-7608-0519-1; 3., erweiterte Auflage 1985; 4. Auflage 1988, ISBN 3-7608-0519-1; 6., überarbeitete Auflage 1999, ISBN 3-7608-0519-1; Lizenzausgabe bei Weltbild, Augsburg 1995, ISBN 3-89350-741-8).
  - Englische Übersetzung: The valley of the kings. Horizon of eternity. Übersetzt von David Warburton. Timken, New York 1990, ISBN 0-943221-07-2.
- Der ägyptische Mythos von der Himmelskuh. Eine Ätiologie des Unvollkommenen (= Orbis Biblicus et Orientalis. Band 46). Vandenhoeck & Ruprecht, Göttingen 1982, ISBN 3-525-53665-8 (2., erweiterte Auflage 1991, ISBN 3-525-53737-9).
- Geist der Pharaonenzeit. Artemis & Winkler, Zürich / München 1989, ISBN 3-7608-1005-5 (2. Auflage 1990, ISBN 3-7608-1005-5; Neuauflage 1999, ISBN 3-7608-1215-5; Taschenbuchausgabe im Deutschen Taschenbuch Verlag, München 1992, ISBN 3-423-30318-2; Neuauflage, Albatros, Düsseldorf 2005, ISBN 3-491-96150-5).
  - Englische Übersetzung: Idea into image. Essays on ancient Egyptian thought. Übersetzt von Elizabeth Bredeck. Timken, New York 1992, ISBN 0-943221-11-0.
  - Niederländische Übersetzung: Over de Oudegyptische denkwereld. Übersetzt von Carla van den Oever. Peeters, Leuven 1995, ISBN 90-6831-698-2.
  - Französische Übersetzung: L'esprit du temps des pharaons. Übersetzt von Michèle Hulin. P. Lebaud, Paris 1996, ISBN 2-86645-237-2 (Neuauflage bei Hachette Littératures, Paris 1998, ISBN 2-01-278874-2; Neuauflage bei Oxus, Paris 2007, ISBN 978-2-84898-106-2).
- Zwei ramessidische Königsgräber: Ramses IV und Ramses VII (= Theben. Band 11). von Zabern, Mainz 1990, ISBN 3-8053-1067-6.
- Gesänge vom Nil. Dichtung am Hofe der Pharaonen. Artemis, Zürich,/ München 1990, ISBN 3-7608-1040-3.
- The tomb of Pharaoh Seti I = Das Grab Sethos' I. Artemis, Zürich / München 1991, ISBN 3-7608-1047-0 (2. Auflage 1999, ISBN 3-538-07092-X) (zweisprachig deutsch / englisch).
- Die Nachtfahrt der Sonne. Eine altägyptische Beschreibung des Jenseits. Artemis und Winkler, Zürich / München 1991, ISBN 3-7608-1036-5 (Neuauflage 1998, ISBN 3-7608-1200-7; Neuauflage, Patmos, Düsseldorf 2005, ISBN 3-491-69130-3).
- Echnaton. Die Religion des Lichtes. Artemis, Zürich / München 1995, ISBN 3-7608-1111-6 (Neuauflage 2000, ISBN 3-7608-1223-6; Neuauflage, Patmos, Düsseldorf 2003, ISBN 3-491-69076-5).
  - Italienische Übersetzung: Akhenaton. La religione della luce nell'antico Egitto. Übersetzt von Claudio Salone. Salerno Editrice, Rom 1998, ISBN 88-8402-255-X.
  - Englische Übersetzung: Akhenaten and the religion of light. Übersetzt von David Lorton. Cornell University Press, Ithaca 1999, ISBN 0-8014-3658-3.
- Altägyptische Dichtung. Ausgewählt, übersetzt und erledigt von Erik Hornung. Reclam, Stuttgart 1996, ISBN 3-15-009381-3 (Nachdruck 2012, ISBN 978-3-15-009381-8).
- Altägyptische Jenseitsbücher. Ein einführender Überblick. Primus-Verlag, Darmstadt 1997, ISBN 3-89678-043-3.
- Das esoterische Ägypten. Das geheime Wissen der Ägypter und sein Einfluß auf das Abendland. Beck, München 1999, ISBN 3-406-45360-0 (Lizenzausgabe, Deutscher Taschenbuch-Verlag, München 2003, ISBN 3-423-30869-9).
  - Englische Übersetzung: The secret lore of Egypt. Its impact on the West. Übersetzt von David Lorton. Cornell University Press, Ithaca 2001, ISBN 0-8014-3847-0.
  - Tschechische Übersetzung: Tajemný Egypt. Kořeny hermetické moudrosti. Übersetzt von Allan Plzák. Paseka, Prag / Litomyšl 2002, ISBN 80-7185-436-0.
  - Italienische Übersetzung: Egitto esoterico. La sapienza segreta degli egizi e il suo influsso sull'occidente. Übersetzt von Alberto Rezzi. Lindau, Turin 2006, ISBN 88-7180-589-5.
  - Französische Übersetzung: L' Egypte ésotérique. Le savoir occulte des Egyptiens et son influence en Occident. Übersetzt von Nathalie Baum. Alphée, Monaco 2007, ISBN 978-2-7538-0245-2.
  - Niederländische Übersetzung: De verborgen kennis van het oude Egypte. Synthese, Den Haag 2007, ISBN 978-90-6271-033-1.
- Das Tal der Könige (C. H. Beck Wissen). Beck, München 2002, ISBN 3-406-47995-2.
- mit Theodor Abt: Knowledge for the Afterlife. The Egyptian Amduat – A Quest for Immortality. Living Human Heritage Publications, Zürich 2003, ISBN 3-9522608-0-0.
  - Italienische Übersetzung: La Valle dei Re. Übersetzt von Umberto Gandini. Einaudi, Turin 2004, ISBN 88-06-17076-7.
- mit Elisabeth Staehelin: Neue Studien zum Sedfest (= Aegyptiaca Helvetica. Band 20). Schwabe, Basel 2006, ISBN 3-7965-2287-4.